# Eremaeozetes octomaculatus
Eremaeozetes octomaculatus är en kvalsterart som beskrevs av Hammer 1973. Eremaeozetes octomaculatus ingår i släktet Eremaeozetes och familjen Eremaeozetidae. Inga underarter finns listade i Catalogue of Life.